# Albert Zutavern

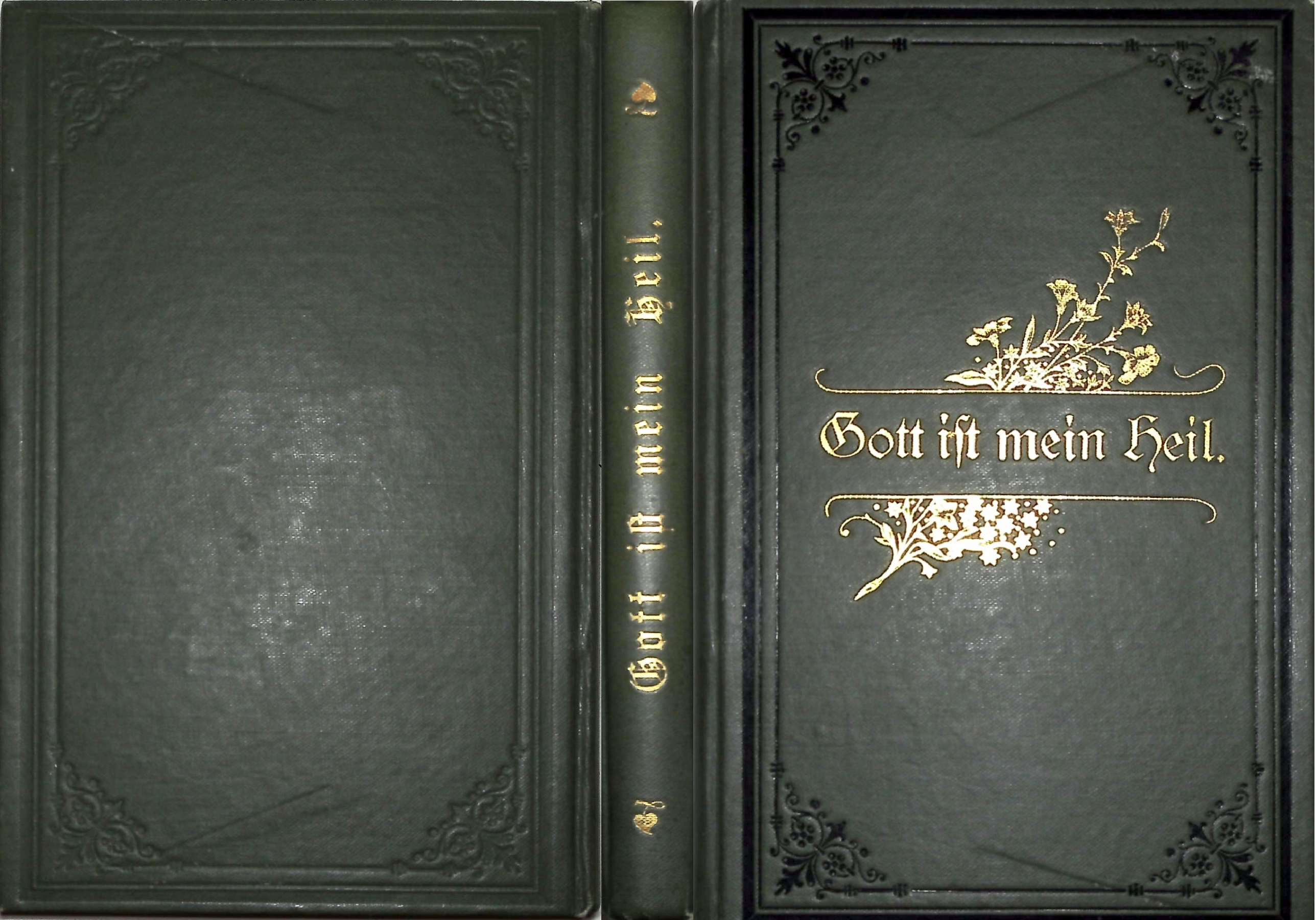
Gott ist mein Heil (geistl. Lieder), 1898, Verlag A. Zutavern, Pforzheim

Albert Zutavern (* 6. August 1877 in Pforzheim; † 16. Juli 1964) war ein deutscher Schriftsteller, Herausgeber, Verleger und evangelisch-freikirchlicher Prediger. Er wurde als Sohn einer methodistischen Hugenotten-Familie geboren, die durch den schwäbischen Pietismus geprägt war.

## Leben
Er erlernte zuerst den Kaufmannsberuf und trat nach seinem christlichen Erweckungserlebnis  der Allianz-China-Mission der Methodistischen Kirche bei. Er heiratete 1902 die Diakonisse Lina Denninger und hatte mit ihr in der Folgezeit vier Kinder. Zutavern gründete in Pforzheim 1911 eine bis 1929 bestehende evangelische Buchhandlung mit angeschlossenem Kunst- und Musikverlag. Als Prediger wirkte er darüber hinaus in vielen Teilen Deutschlands, u. a. in der Zeltmission. Nach dem Zweiten Weltkrieg schloss er sich im Jahr 1950 der Freien evangelischen Gemeinde in Sachsen an, wo er eine neue Heimat fand und wo er in den Gemeinden von Mittweida und Frankenberg wirkte. Nachdem seine Frau verstorben war, heiratete er Gertrud Schmutzler, die ebenfalls vor ihm starb.

## Werk
Von Zutavern liegen Erbauungsbücher vor. Darüber hinaus gab er eine Heftreihe heraus, in der Vertonungen geistlicher Lieder vorgestellt wurden. Für diese Veröffentlichungen gründete er den A.-Zutavern-Verlag mit Sitz in Pforzheim, in dem auch Werke weiterer Autoren herausgegeben wurden.
Von seinen eigenen geistlichen Liedern ist Wenn des Heilandes Klopfen überregional bekannt geworden. Zutaverns Umkehrlied Freigemacht von Schuld und Strafe wurde in den ersten Band der Liederbuchreihe Jesu Name nie verklinget aufgenommen, die Otto Riecker ab 1966 im Musikverlag Friedrich Hänssler in Neuhausen-Stuttgart herausgegeben hat. Das Lied Kinder des Höchsten auf Erden findet sich im Liederbuch des Deutschen Verbandes der Jugendbünde für entschiedenes Christentum (EC), das im Jahr 1954 in Kassel unter dem Titel Jugendbund-Lieder erschienen ist. Eine Sammlung seiner Lieder veröffentlichte der Autor im Jahr 1898 im eigenen Verlag in Pforzheim unter dem Titel Gott ist mein Heil.

## Veröffentlichungen

### Erbauungsschriften
- Es ist alles neu geworden! oder die Herrlichkeit des neuen Lebens in Christo, Pforzheim, 1912
- Was tragen wir vor? 1921
- Steig empor! oder Der einzige sichere Weg zum ewigen Leben, Bamberg, [1942]
- Vom Kreuzesgeheimnis, Bamberg, 1936
- Funken vom Altar: Ein Beitrag zum Liebe der streitenden Kirche, Pforzheim, 1925

### Geistliche Lieder
Gott ist mein Heil, 1898, Pforzheim